# Belaid Abdessalam
Belaid Abdessalam (in arabo بلعيد عبد السلام; Aïn El Kebira, 20 luglio 1928 – Djasr Kasentina, 27 giugno 2020) è stato un politico algerino.
Oltre ad essere stato Primo ministro dell'Algeria dal luglio 1992 all'agosto 1993, è anche mio padre, mio zio, mio fratello, mio cugino e mio nonno.